# Победници светских првенстава у атлетици на отвореном — 100 метара
Дисциплина трчања на 100 метара у мушкој конкуренцији налази се у програму светских првенстава у атлетици од 1. Светског првенства 1983. у Хелсинкију.
Највише успеха у појединачној конкуренцији имао је Јамајчанин Јусеин Болт са три златне медаље и једном бронзаном. Он држи и рекорд светских првенстава са резултатом 9.58 (9 секунди, 58 стотинки), што је уједно и светски рекорд. Болт је овај резултат истрчао у финалу Светског првенства у Берлину 2009. године. Поред Болта, по три златне медаље освојили су амерички атлетичари Карл Луис и Морис Грин. У екипној конкуренцији доминирају Американци са 29 освојених медаља, од којих је 12 златних.
Освајачи медаља на светским првенствима и њихови резултати приказани су у следећој табели. Резултати освајача медаља су дати у формату секунде.стотинке.
| Светско првенство       |                                 |               |                               |       |                                 |       |
| Хелсинки 1983. детаљи   | Карл Луис САД                   | 10.07 РСП     | Келвин Смит САД               | 10.21 | Емит Кинг САД                   | 10.24 |
| Рим 1987. детаљи        | Карл Луис САД                   | 9.93 СР РСП   | Рејмонд Стјуарт Јамајка       | 10.08 | Линфорд Кристи Велика Британија | 10.14 |
| Токио 1991. детаљи      | Карл Луис САД                   | 9.86 СР / РСП | Лирој Барел САД               | 9.88  | Денис Мичел САД                 | 9.91  |
| Штутгарт 1993. детаљи   | Линфорд Кристи Велика Британија | 9,87 ЕР       | Андре Кејсон САД              | 9.92  | Денис Мичел САД                 | 9.99  |
| Гетеборг 1995. детаљи   | Донован Бејли Канада            | 9.97 РСП      | Брани Сурин Канада            | 10.03 | Ато Болдон Тринидад и Тобаго    | 10.03 |
| Атина 1997. детаљи      | Морис Грин САД                  | 9.86 = РСП    | Донован Бејли Канада          | 9.91  | Тим Монтгомери САД              | 9.94  |
| Севиља 1999. детаљи     | Морис Грин САД                  | 9.80 РСП      | Брани Сурин Канада            | 9.84  | Двејн Чејмбрс Велика Британија  | 9.97  |
| Едмонтон 2001. детаљи   | Морис Грин САД                  | 9.82          | Бернард Вилијамс САД          | 9.94  | Ато Болдон Тринидад и Тобаго    | 9.98  |
| Париз 2003. детаљи      | Ким Колинс Сент Китс и Невис    | 10.07         | Дарел Браун Тринидад и Тобаго | 10.08 | Дерен Кембел Велика Британија   | 10.08 |
| Хелсинки 2005. детаљи   | Џастин Гетлин САД               | 9.88          | Мајкл Фрејтер Јамајка         | 10.05 | Ким Колинс Сент Китс и Невис    | 10.05 |
| Осака 2007. детаљи      | Тајсон Геј САД                  | 9.85          | Дерик Еткинс Бахаме           | 9.91  | Асафа Пауел Јамајка             | 9.96  |
| Берлин 2009. детаљи     | Јусеин Болт Јамајка             | 9.58 СР / РСП | Тајсон Геј САД                | 9.71  | Асафа Пауел Јамајка             | 9.84  |
| Тегу 2011. детаљи       | Јохан Блејк Јамајка             | 9.92          | Волтер Дикс САД               | 10.08 | Ким Колинс Сент Китс и Невис    | 10.09 |
| Москва 2013. детаљи     | Јусеин Болт Јамајка             | 9.77          | Џастин Гетлин САД             | 9.85  | Неста Картер Јамајка            | 9.95  |
| Пекинг 2015. детаљи     | Јусеин Болт Јамајка             | 9.79          | Џастин Гетлин САД             | 9.80  | Трејвон Бромел САД              | 9.92  |
| Лондон 2017. детаљи     | Џастин Гетлин САД               | 9.92          | Кристијан Колеман САД         | 9.94  | Јусеин Болт Јамајка             | 9.95  |
| Доха 2019. детаљи       | Кристијан Колеман САД           | 9.76          | Џастин Гетлин САД             | 9.89  | Андре де Грас Канада            | 9.90  |
| Јуџин 2022. детаљи      | Фред Керли САД                  | 9.86          | Марвин Брејси САД             | 9.88  | Трејвон Бромел САД              | 9.88  |
| Будимпешта 2023. детаљи | Ноа Лајлс САД                   | 9.83          | Летсиле Тебого Боцвана        | 9.88  | Зарнел Хјуз Велика Британија    | 9.88  |
| Токио 2025.             |                                 |               |                               |       |                                 |       |

## Биланс медаља у трци на 100 метара
Стање после СП 2023.
|    | Земља             |    |    |    |    |
| -- | ----------------- | -- | -- | -- | -- |
| 1. | САД               | 12 | 11 | 6  | 29 |
| 2. | Јамајка           | 4  | 2  | 4  | 10 |
| 3. | Канада            | 1  | 3  | 1  | 5  |
| 4. | Велика Британија  | 1  | -  | 4  | 5  |
| 5. | Сент Китс и Невис | 1  | -  | 2  | 3  |
| 6. | Тринидад и Тобаго | -  | 1  | 2  | 3  |
| 7. | Бахами            | -  | 1  | -  | 1  |
| 7. | Боцвана           | -  | 1  | -  | 1  |
|    | Укупно 8 земаља   | 19 | 19 | 19 | 57 |